# 주일학교
주일학교(主日學校) 또는 교회학교(敎會學校)는 기독교 교육을 목적으로 하는 교회내 어린이 교육부서를 말한다.

## 유래
주일학교 창시자는 복음주의 성향 성공회 신자이자 신문편집자인 로버트 레이크스(Robert Raikes)이다. 산업혁명이 한창이던 1769년 영국에서는 노동자들의 자녀들이 교육을 받지 못하고 있었다. 이를 본 로버트는 성서, 기독교 교리문답(catechism),기초학과수업(읽기와 쓰기)을 받을 수 있도록 전문교육을 받은 교사를 채용하여 주일마다 어린이들을 가르쳤는데, 이 대안학교가 바로 주일학교이다. 현재 한국 기독교에서는 개신교, 로마 가톨릭교회, 성공회 등의 교파 구분없이, 평신도들의 평신도 사목으로 운영되고 있으며, 일부 교회에서는 평일에도 교회문을 열어, 주일학교를 방과후수업의 장소로 활용하기도 한다.(성공회 구리교회 조정기 신부 사례)